# Canthylidia pallescens
Canthylidia pallescens är en fjärilsart som beskrevs av B.C.S Warren 1926. Canthylidia pallescens ingår i släktet Canthylidia och familjen nattflyn. Inga underarter finns listade i Catalogue of Life.

## Bildgalleri

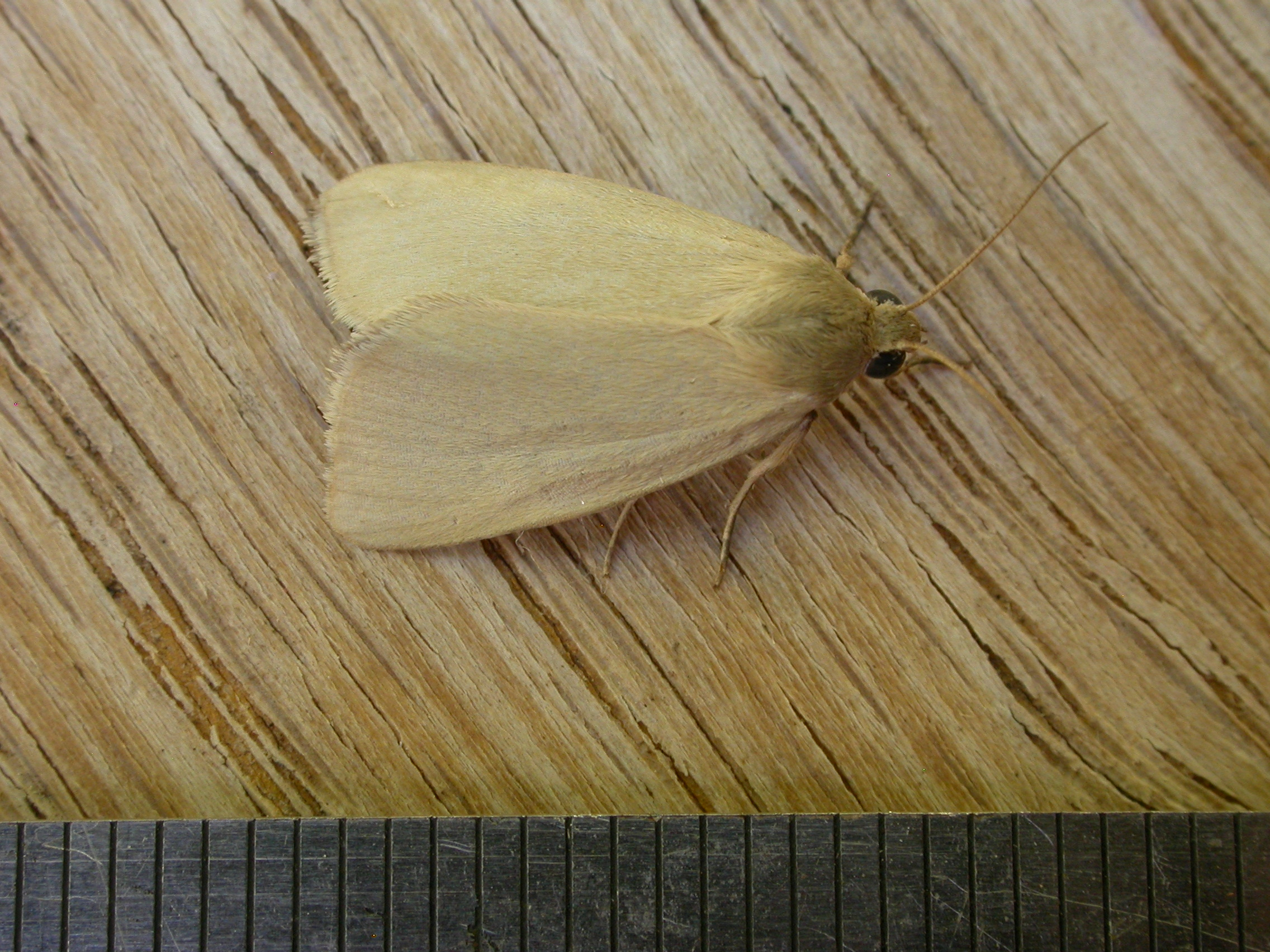